# Pere Sabater
Pere Sabater Arnau (Reus, 1815 - 5 de juny de 1856) va ser un impressor, editor i periodista català.
Fill de Joaquim Sabater i Teresa Arnau.
L'any 1841, Salvador Bages i Pere Sabater van obrir una impremta a Reus al capdamunt del carrer de Llovera, a la plaça del Rei on hi havia la Font de Neptú, ara traslladada a la plaça del Víctor, amb el nom de «Imprenta de S. Báges y Pedro Sabater, frente a la Fuente del Rey», com s'anomenaven seguint l'exemple dels impressors dels segles XVI i XVII que indicaven la situació de les seves impremtes mitjançant un element de la geografia urbana que servia per a localitzar-los sense equivocacions. Salvador Bages era fill d'impressor, i Pere Sabater va aprendre l'ofici a la impremta del pare de Bages. Van imprimir un periòdic que el llibreter Mariano Sastres va treure a principis de 1843, el Boletín de Notícias, suspès als pocs números i continuat amb el nom de Boletín Reusense. Van dissoldre la societat el mateix 1843 quan Salvador Bages es va casar i deixà d''imprimir. Poc després, amb la seva dona, va anar a viure a Tarragona, on es va dedicar a la política. Un fill seu, Enric Bages Codinach, va ser un conegut pedagog.
Pere Sabater va seguir amb la impremta i s'instal·là ell sol al carrer de Monterols, on anteriorment els socis havien tingut un magatzem amb maquinària d'imprimir, i que ja havien utilitzat per fer petits treballs d'impremta. Aquest local era també una llibreria, que regentava la seva dona, Teresa Pellicer. Pere Sabater tenia un aprenent, després oficial d'impremta, Josep Benaiges, que més endavant s'instal·laria d'impressor pel seu compte. Sabater es va dedicar a la impressió de llibres, com ara els Anales históricos de Reus, d'Andreu de Bofarull, però sobretot va destacar com a editor i impressor de diaris. El 1847 dirigia i imprimia El Cronicón, i el 1854 era l'editor responsable i l'impressor d'El Liberal reusense. El 1852 havia traslladat la impremta a la plaça de les Monges vora el convent de carmelites, on ara hi ha la plaça de Prim, on hi va estar tres anys, i després va anar a la plaça del Mercadal. Va anunciar l'aparició de El Deseo del pueblo, el 1856, però abans que pogués publicar-lo va morir de sobte als 41 anys. Segons el periodista i historiador reusenc Gras i Elies, Pere Sabater era un home molt actiu i molt aficionat a la literatura.
La impremta la va continuar la seva viuda Josepa Pellicer junt amb el seu fill Gaietà Sabater, amb el nom de Viuda i Fill de Sabater, que van ser també impressors de premsa periòdica.